# Ogrody zamkowe w Českým Krumlovie
Ogrody zamkowe w Českým Krumlovie – znajdują się na terenie krumlowskiego zamku w Czechach, w kraju południowoczeskim.
Ogród wraz z zespołem zamkowym jest wpisany na listę światowego dziedzictwa UNESCO .
Założenie ogrodowe jest integralną częścią zespołu krumlowskiego zamku. Dojście z zamkowej galerii obrazów do ogrodu, prowadzi przez górny korytarz mostu płaszczowego. Ogród ma kształt prostokąta o wymiarach około 150 x 750 metrów. Całkowita powierzchnia wynosi 10,875 hektarów. Najniższe miejsce w parku znajduje się na wysokości 492 metrów n.p.m. a najwyższe na wysokości 552 metrów  .  
Ogród w stylu manierystycznym został założony po 1678 roku w okresie panowania Jana Kristiána z Eggenberku na V dziedzińcu zamkowym.

Na przestrzeni lat, zmieniała się nazwa założenia ogrodowego oraz wygląd. Najwcześniejszą znaną nazwą parku był Nowy Ogród (w niemieckim oryginale Neue Garten) w przeciwieństwie do starszego renesansowego ogrodu w Nové město. Później funkcjonowała nazwa New Princely Garden, a następnie Jardin du Prince de Schwarzenberg, Lust- und Ziergarten, Court Garden (w języku niemieckim Hofgarten) .

Po odnowie i rekonstrukcji pod koniec XX wieku park jest podzielony na cztery tarasy wykorzystujące spadzistość terenu. Znajduje się tam kilka obiektów, część nie istnieje. Teren jest ogrodzony ochronną ścianą z oknami widokowymi na okolicę.
- Zimowa i letnia ujeżdżalnia służyła do ćwiczenia koni. Budynek zimowej ujeżdżalni wybudowano według projektu Andreasa Altomontego w latach 1744–1746 w stylu rokokowym;
- do roku 1746 na terenie ogrodu istniała kręgielnia;
- czteropoziomowa, kaskadowa fontanna z posągami postaci mitologicznych wybudowana po 1750 roku, według planów architekta Andrease Altomontego i prawdopodobnie Jana Antonína Zinnera. Otacza ją ozdobna balustrada, są tam trzy rzeźby wodnych bóstw i nimf, przedstawienia żab i ryb, dwadzieścia waz, alegorie czterech pór roku. Autorem rzeźb był Matyáš Griessler oraz Jan Antonín Zinner. W latach 1996–1998 podczas renowacji rzeźby zastąpiono kopiami. Oryginały znajdują się w zamkowym lapidarium. Do gruntownego odnowienia fontanny przyczyniła się międzynarodowa organizacja non-profit World Monuments Fund z Nowego Jorku.
- pod koniec XVII wieku wybudowano domek strażnika ogrodu, teraz jest tam karczma;
- obrotowa widownia wykorzystywana podczas letnich spektakli teatralnych. Zaprojektował ją architekt Joan Brehms w 50. XX wieku;
- zbudowana w latach 1706–1708 rokokowa, letnia rezydencja Bellariea w miejscu pawilonu ogrodowego z 1692 roku. Budynek odnowił Andreas Altomonte w 2. połowie XVIII wieku;
- pawilon muzyczny z 1752 roku. Autorem wystroju malarskiego był František Jakub Prokyš;
- w najwyższym miejscu znajduje się staw z wysepką na której był basen z wodotryskiem[4].